# Промински партизански одред
Промински народноослободилачки партизански (НОП) одред је био партизанска јединица у саставу Народноослободилачке војске и партизанских одреда Југославије током Другог светског рата у Хрватској.

## Историјат
Формиран је 27. марта 1944. од Проминске чете (из састава Книнског НОП одреда) и бораца мобилисаних на подручју Промине (у северној Далмацији). Почетком априла имао је два батаљона, укупне јачине 160 бораца, и био у саставу Севернодалматинске групе НОП одреда. Одред је дејствовао, углавном, на простору између Книна, Косова, Дрниша, река Чиколе и Крке, а повремено и западно од Крке, до линије Кистање—Ервеник—Мокро поље. У саставу Севемодалматинске групе НОП одреда учествовао је у нападима на непријатељска упоришта које је вршила 19. дивизија НОВЈ на његовом оперативном подручју. Одред је, између осталог, разоружао 1. априла сеоску милицију у селу Велушићу, разбио 2. априла усташе код села Развођа, напао сутрадан и растерао усташе из села Читлука, водио борбе 4. априла код засеока Учева, а 14. априла на сектору Миљевци. Почетком маја пребацио се у Буковицу и разместио своје јединице у рејону Биочиног Села, затим 8. маја водио борбу на Сопну и Градини, а 9/10. маја садејствовао је 19. дивизији при уништењу непријатељских упоришта Лишана и Вране. Од 21. септембра 1944. улази у састав Книнског НОП одреда, као његов 3. батаљон, па је Промински НОП одред престао да постоји.